# Saponaria bellidifolia
Saponaria bellidifolia är en nejlikväxtart som beskrevs av James Edward Smith. Saponaria bellidifolia ingår i släktet såpnejlikor, och familjen nejlikväxter. Inga underarter finns listade i Catalogue of Life.

## Bildgalleri

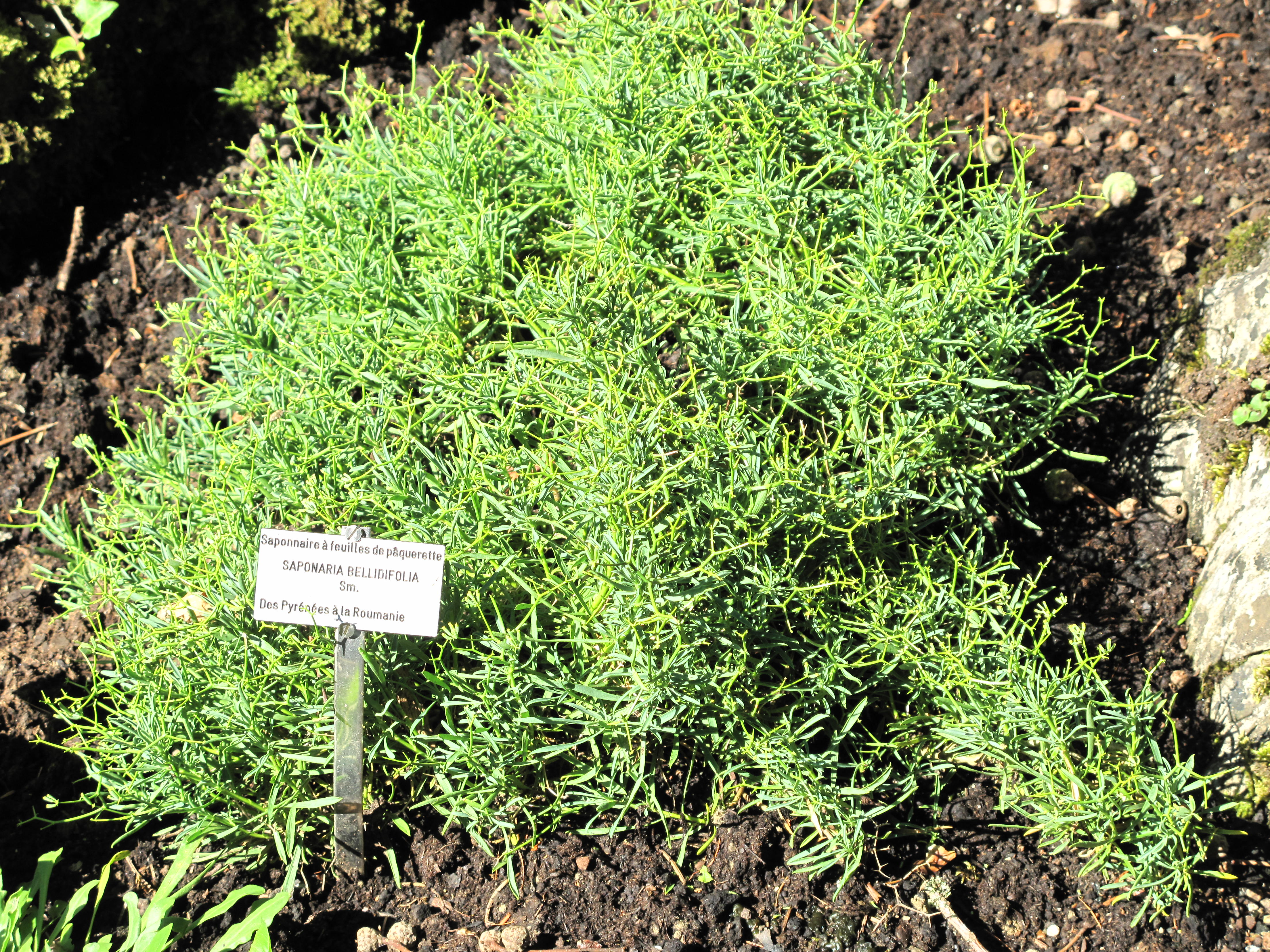
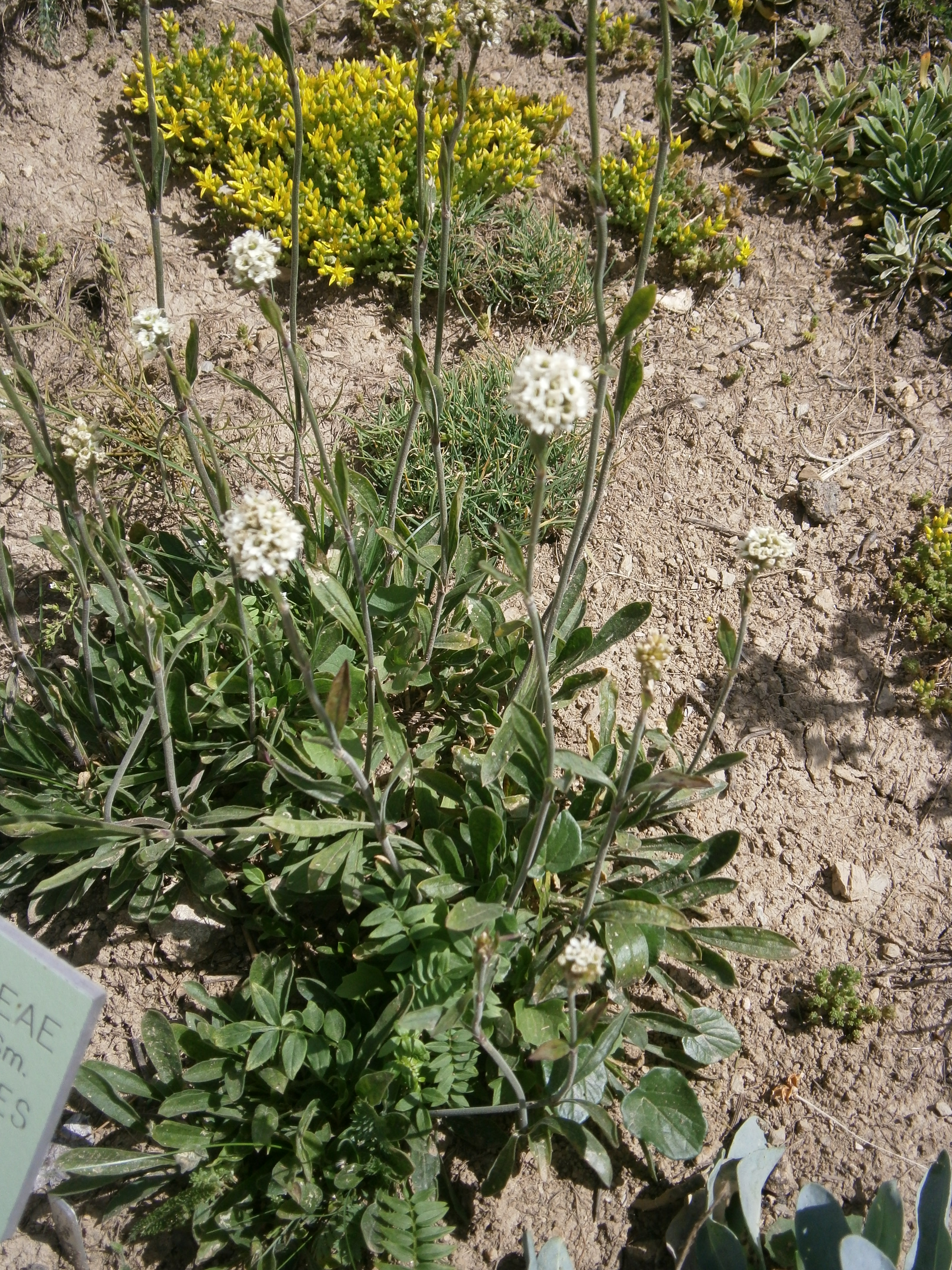
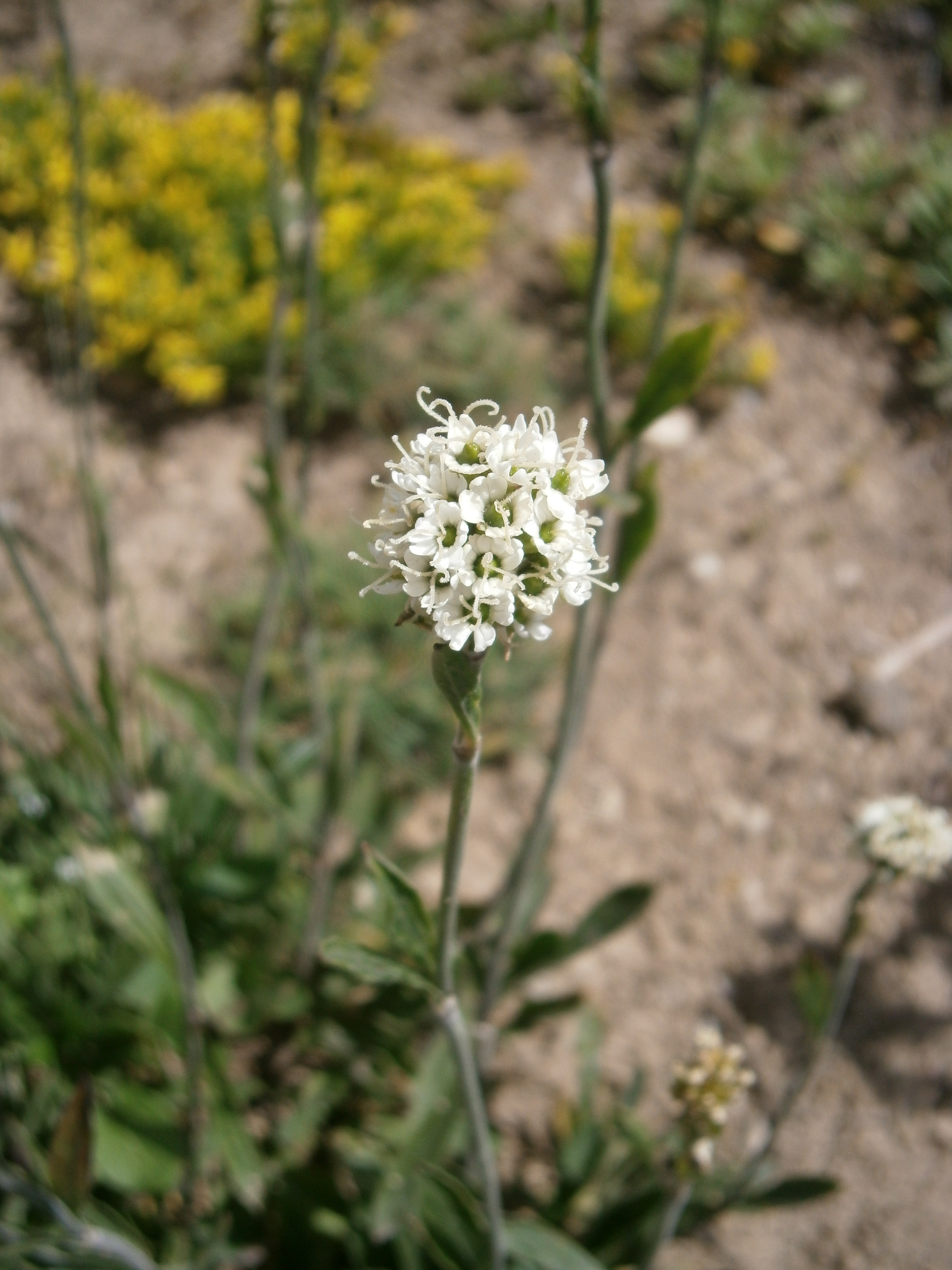